# Kostel Panny Marie (Dedham, Massachusetts)
Farní kostel Panny Marie, také kostel Nanebevzetí Panny Marie, je kostel, římskokatolické církve v Dedhamu ve státě Massachusetts ve Spojených státech amerických. Náleží pod římskokatolickou bostonskou arcidiecézi.
První kostel byl v Dedham Centre postaven v roce 1857 a farním se oficiálně stal v roce 1866. V roce 1880 farnost postavila větší kostel na High Street směrem k East Dedhamu a byl dokončen v roce 1900.